# Tipula (Eumicrotipula) asteria
Tipula (Eumicrotipula) asteria is een tweevleugelige uit de familie langpootmuggen (Tipulidae). De soort komt voor in het Neotropisch gebied.